# Liste der Naturdenkmale in Waldmohr
Die Liste der Naturdenkmale in Waldmohr nennt die im Gemeindegebiet von Waldmohr ausgewiesenen Naturdenkmale (Stand 27. April 2024).

## Naturdenkmale
| Nr.         | Bezeichnung | Lage            | Beschreibung               | Bild            |
| ----------- | ----------- | --------------- | -------------------------- | --------------- |
| ND-7336-378 | Heldenhain  | Jahnstraße Lage | flächenhaftes Naturdenkmal | Fotos hochladen |